# Oligodon notospilus
Espèce
Synonymes
- Oligodon schadenbergi Boettger, 1895
- Oligodon iwahigensis Griffin, 1909
- Oligodon vertebralis notospilus Günther, 1873

Oligodon notospilus est une espèce de serpent de la famille des Colubridae.

## Répartition
Cette espèce est endémique des Philippines. Elle se rencontre à Palawan, aux îles Calamian, à Balabac et à Mindanao.

## Publication originale
- Günther, 1873 : Notes on some reptiles and batrachians obtained by Dr. Adolf Bernhard Meyer in Celebes and the Philippine Islands. Proceedings of the Zoological Society of London, vol. 1873, p. 165-172 (texte intégral).